# Notte tempestosa
Notte tempestosa (Caught in the Rain) è un cortometraggio muto del 1912. Il nome del regista non viene riportato nei credit del film che è interpretato da Maurice Costello, Hazel Neason, Harry T. Morey, Lillian Walker e Frank Newburg.

## Produzione
Il film fu prodotto dalla Vitagraph Company of America.

## Distribuzione
Distribuito dalla General Film Company, il film - un cortometraggio in una bobina - uscì nelle sale cinematografiche statunitensi il 17 gennaio 1912. In Italia venne distribuito nel 1915 dalla Gaumont con il visto di censura numero 6402.